# Moondance
Moondance är ett musikalbum av Van Morrison. Det lanserades i februari 1970 på Warner Bros. Records. På skivan märks flera musikinfluenser från jazz och R&B, men även folkrock och country. Albumet är ett av Morrisons mest kända verk och har vunnit respekt hos många musikkritiker. Robert Christgau gav skivan sitt högsta betyg A+. Skivan är listad som #65 på magasinet Rolling Stones lista The 500 Greatest Albums of All Time. Albumet är även med i boken 1001 Albums You Must Hear Before You Die av Robert Dimery.

## Låtlista
(alla låtar komponerade av Van Morrison)
1. "And It Stoned Me" - 4:30
2. "Moondance" - 4:35
3. "Crazy Love" - 2:34
4. "Caravan" - 4:57
5. "Into the Mystic" - 3:25
6. "Come Running" - 2:30
7. "These Dreams of You" - 3:50
8. "Brand New Day" - 5:09
9. "Everyone" - 3:31
10. "Glad Tidings" - 3:13

## Listplaceringar
- Billboard 200, USA: #29[2]
- UK Albums Chart, Storbritannien: #32[3]
- VG-lista, Norge: #19[4]